# Blancanieves (película de 1916)
Snow White es una película de fantasía romántica y muda de 1916, fue dirigida por J. Searle Dawley. Fue adaptado por Winthrop Ames de su propia obra Snow White and the Seven Dwarfs, que a su vez fue adaptada de la versión de 1812 de los Hermanos Grimm. La película fue protagonizada por Marguerite Clark y Creighton Hale, Clark retomó su papel de Blancanieves mientras trabajaba en la obra.
Cuando Walt Disney la vio, se inspiro en la película para su primer largometraje animado.

## Protagonistas
- Marguerite Clark como Blancanieves
- Creighton Hale como el principe Florimond
- Dorothy Cumming como la reina Brangomar
- Lionel Braham como Berthold el Cazador
- Alice Washburn como la Bruja
- Richard Barthelmess como Pie Man
- Arthur Donaldson como el Rey
- Irwin Emmer como uno de los Enanitos
- Billy Platt como uno de los Enanitos
- Herbert Rice como uno de los Enanitos
- Jimmy Rosen como uno de los Enanitos

Sin acreditar
- May Robson como la Bruja (remplazó a Alice Washburn)
- Kate Lester como la reina viuda

## Estado de conservación
Se creía que la película había sido destruida por un incendio en una bóveda y se pensaba que se había perdido, pero en 1992, fue encontrada en Amsterdam con algunas escenas y restaurada en el George Eastman House.

## Medios domésticos
Se puede ver Blancanieves en Treasures from American Film Archives: 50 Preserved Films (2000).